# Océans connectés
Vous pouvez aider à l'améliorer ou bien discuter des problèmes sur sa page de discussion.
- Il ne cite pas suffisamment ses sources. Vous pouvez indiquer les passages à sourcer avec {{référence nécessaire}} ou {{Référence souhaitée}}, et inclure les références utiles en les liant aux notes de bas de page. (Marqué depuis novembre 2023)
- Son texte doit être wikifié : il ne correspond pas à la mise en forme Wikipédia (style, typographie, liens internes, liens entre les wikis, etc.). (Marqué depuis novembre 2023)
- Son ton est trop promotionnel ou publicitaire, voire hagiographique. Le texte doit adopter un ton neutre et encyclopédique. (Marqué depuis novembre 2023)

- Archive Wikiwix
- Bing
- Cairn
- DuckDuckGo
- E. Universalis
- Gallica
- Google
- G. Books
- G. News
- G. Scholar
- Persée
- Qwant
- (zh) Baidu
- (ru) Yandex
- (wd) trouver des œuvres sur Wikidata

Océans connectés est un site d’information français dédié à l’océanographie qui propose des contenus liés aux sciences marines : actualités en mer ou à terre, agendas et évènements, offres d’emplois ou de formations, et ressources pédagogiques vulgarisées. Ce média numérique rassemble experts, scientifiques et journalistes.

## Histoire
Né le 1er février 2021, océans connectés est un média tourné vers les sciences de la mer créé par Carole Saout-Grit.

### Objectif
Ce média a pour objectif de mettre en lumière l’actualité scientifique maritime, sensibiliser le grand public aux enjeux de l’océanographie et de l’environnement et transmettre des connaissances scientifiques actuelles sur l’océan. Il diffuse et transmet des actualités provenant de laboratoires, instituts ou universités océanographiques français, européens et internationaux.
La formule éditoriale est constituée de contenus liés aux sciences marines : actualités à terre (laboratoires) ou en mer (issues d’expéditions et missions océanographiques), agendas et événements autour de l’océanographie, offres d’emplois ou de formations professionnelles dans le domaine des sciences de la mer, et ressources pédagogiques vulgarisées accessibles (photos, vidéos, infographies, fiches pédagogiques, bibliographies).
En fonction des actualités, des récits scientifiques provenant en live de campagnes océanographiques en mer, des portraits et des chiffres-clés sont publiés.

### Chronologie
Une plateforme numérique avec une nouvelle ergonomie est mise en ligne début 2022. Elle est disponible en français et en anglais.

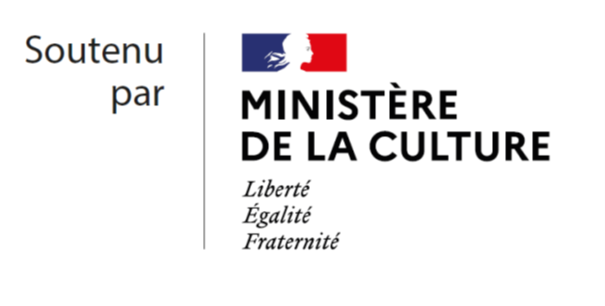
Logo Ministère de la Culture - soutien médias

En décembre 2022, océans connectés reçoit l’agrément du Ministère de la Culture de service de presse en ligne comme média de culture scientifique.
En janvier 2023, Carole Saout-Grit devient la marraine 2023 du supplément hebdomadaire « Préservons les océans » du journal régional Presse Océan qui paraît les dimanches.

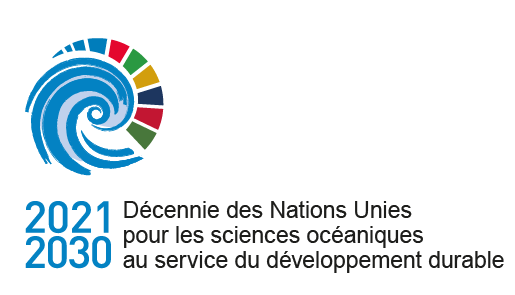
Décennie des Nations Unies pour les sciences océaniques, UN

En février 2023, océans connectés candidate pour devenir partenaire de la Décennie des Nations unies pour les sciences océaniques. Cette initiative des Nations Unies mobilise les acteurs concernés autour de la mise en œuvre de l’Objectif 14 de développement durable, visant à conserver et exploiter de manière durable les océans, les mers et les ressources marines. Océans connectés obtient cette accréditation. 

### Interventions médiatiques
Océans connectés est intervenu dans différents médias sur des sujets liés aux domaines d’expertise de sa fondatrice.
Interviewée dans le cadre des « Chroniques littorales » par José-Manuel Lamarque sur France Inter, Carole Saout-Grit fait état de l’envie derrière océans connectés d’être un point de partage d’informations sur le lien entre l’océan et la société.
Les canicules marines sont un sujet sur lequel l’expertise d’océans connectés et ses connaissances permettent de mettre en lien la température de l’eau, la chaleur de l’atmosphère et la profondeur de l’océan.
Le 8 juin 2023, à l’occasion de la Journée mondiale de l'océan, la fondatrice du média intervient lors du journal télévisé de France 3 Pays de la Loire. Le 14 juillet 2023, elle répond à « Trois questions à » dans l'émission RTL du même nom, puis donne une interview pour l’émission « Tout un monde » de la RTS.
En juillet 2023, océans connectés est présenté à la communauté scientifique lors de la Conférence Goldschmidt, la rencontre annuelle mondiale de géochimie.

### Comité éditorial
Pour garantir la ligne éditoriale, un comité éditorial a été constitué en avril 2022. Il est constitué de différents profils : scientifiques, experts, industriels, entrepreneurs, médiateurs scientifiques, journalistes.

## Formations
En tant qu’acteur de la transmission d’une culture scientifique commune des océans, océans connectés met en place des partenariats et construit des modules pédagogiques d’enseignement à l’attention de structures d’enseignement supérieur.
L’objectif est de permettre aux étudiants d'appréhender les enjeux climatiques et de relier les océans aux questionnements sociétaux et globaux, grâce aux connaissances des sciences de la mer.

### Sciences Po Rennes
Le 30 août 2022, Pablo Diaz, directeur de Sciences Po Rennes, et Carole Saout-Grit, fondatrice d’Océans connectés, signent une convention de partenariat, faisant de Sciences Po Rennes le premier établissement d’enseignement supérieur partenaire de ce média dédié aux sciences de la mer.
Ce partenariat a pris la forme de conférences données dans le cadre d’un cycle de conférences « océan & climat » à destination des étudiants de première année. En parallèle, océans connectés intervient auprès des étudiants de Master 1 et 2 du parcours « Gouvernance des métropoles, affaires publiques et maritimité » de Sciences Po Rennes délocalisé à Brest.

## Partenaires
Océans connectés s’inscrit dans un réseau de partenaires académiques, médiatiques et scientifiques : Presse Océan, Programme Prioritaire de Recherche Océan & climat, Ocean climate, ACOPS, association Christian Le Provost Océanographe, Passeur d’écologie, Faltazi, Sea Gust, VirtualDive, L’Escience, M&M, Ecole de l’Exploration, Explore, Océano Vox, Sciences Po Rennes, Free Spirit, La Fresque Océane, Euro Argo, Banque Bleue (Banque Populaire Grand Ouest et Crédit Maritime), Oceanops.
En 2024, Océans connectés est partenaire du prix « Christian Le Provost, océanographe » créé en 2009, devenu en 2011 « Grand prix d’océanographie de l’Académie des Sciences », destiné à promouvoir la recherche en océanographie,.
Ce média des sciences de la mer est également, en 2024, partenaire du Vendée Globe.

## Fondatrice
Carole Saout-Grit, née à Vannes (Bretagne) en 1974, est la fondatrice d’océans connectés.
Elle grandit au cœur du Golfe du Morbihan et se tourne après son baccalauréat vers des études de physique générale en classes préparatoires Physique. Elle obtient un diplôme d’études approfondies en océanographie, météorologie et physique de l’environnement à l'Université de Bretagne-Occidentale de Brest (France) en 1998. Sa soutenance porte sur l’'application de la modélisation 3D sur la dynamique d’une baie en Méditerranée, encadrée par le laboratoire d’Applications opérationnelles de l’Ifremer à Brest.
La fondatrice d’Océans connectés intègre le centre militaire océanographique du Service hydrographique et océanographique de la Marine à Brest. En partenariat avec le laboratoire de Physique des océans de l’Université Bretagne-Occidentale et le laboratoire Dynamiques côtières de l’Ifremer de Brest, elle se consacre à des travaux de modélisation numérique du Golfe de Gascogne et à la mise en place d’outils de raffinement de maillage développés par le LEGI-Grenoble au sein du modèle Mars-3D d’Ifremer.
En 2001, elle intègre le laboratoire de Physique des océans à l’Ifremer. L’organisme lance le premier programme financé par l’Europe pour le projet international Argo, dont l’objectif est d’étudier la variabilité de l’océan grâce à des flotteurs sous-marins autonomes à travers le monde. À ce jour, 4 700 flotteurs sont maintenus par le programme Argo et prennent le pouls de l’océan en temps réel. C’est la plus importante source de données océaniques de l’histoire humaine. Ce programme fait partie du système mondial d’observation de l’océan (GOOS) et du climat.
Elle assiste à la naissance de ce programme international de recherche opérationnelle. Elle est la co-auteure d’une publication scientifique rendant compte des résultats obtenus grâce aux données fournies pendant 20 ans par les balises Argo.

En 2007, elle quitte le siège brestois de l’Ifremer pour s’installer à Nantes et poursuit sa collaboration avec la communauté océanographique, à distance. En 2008, elle crée glazeO, un cabinet d’études indépendant spécialisé en océanographie physique qui analyse et exploite des données in situ collectées en mer.
Pour cette océanographe, “la connaissance scientifique est encore académique et peu connectée, sa communication progresse mais reste institutionnelle. Cette information robuste, vérifiée et digne de confiance sur l’état des océans, mérite d’être diffusée plus largement et connectée à la sphère digitale.” 